# Nintendo Classic Mini: Nintendo Entertainment System
Il Nintendo Classic Mini: Nintendo Entertainment System, conosciuto come NES Classic Edition in America e Nintendo Classic Mini: Family Computer (ニンテンドークラシックミニ ファミリーコンピュータ) in Giappone, è una replica in miniatura del Nintendo Entertainment System, storica console a 8 bit, in vendita dal 2016. È la prima riedizione ufficiale di una console obsoleta del passato, una realizzazione in miniatura riproposta in seguito anche per il Super Nintendo, il Commodore 64, l'Atari 2600, il Sega Mega Drive, ecc.

## Storia
La versione mini è stata lanciata il 10 novembre 2016 in Australia e Giappone, l'11 novembre 2016 in Nord America ed Europa e il 23 novembre in Russia. A causa di un'offerta limitata le scorte vennero subito esaurite. Poco dopo l'uscita della console, gli hacker hanno scoperto dei modi per aggiungere ufficiosamente titoli alla libreria del sistema, così come per abilitare il supporto all'emulazione di altre console. Giochi da varie console, come il Nintendo 64, sono stati portati con successo per il NES Classic Mini.
Venne nuovamente messa in vendita nel luglio 2018, vendendo circa 196 000 unità nel suo primo mese, arrivando nuovamente al tutto esaurito in poche ore di disponibilità.. Al 31 dicembre 2016 Nintendo ha registrato 1,5 milioni di unità vendute.
Il 7 luglio 2018 Nintendo ha lanciato il primo restyling della console, per il solo mercato giapponese, chiamato Famicom Mini: Weekly Shonen Jump Anniversary Edition, per festeggiare il 50º anniversario della serie di manga Weekly Shōnen Jump. A differenza della versione originale, è dorata e contiene 20 giochi preinstallati basati su famosi anime o esclusivi in Giappone, come Dragon Ball, Capitan Tsubasa e Dragon Ball Z. In poche settimane ha venduto 6,83 milioni di copie.

## Caratteristiche

### Dotazione hardware
Il sistema è dotato di un'uscita per il cavo HDMI e un nuovo controller che può essere anche collegato alle console Wii o Wii U per l'utilizzo della Virtual Console. La console presenta due versioni estetiche, quella americana ed europea e quella giapponese. I controller per quest'ultima versione sono cablati come la console originale. A causa di questo tipo di scelta, i controller e i cavi di collegamento sono anche più piccoli e più brevi e non possono essere connessi alla Wii o Wii U per l'uso dei giochi con la Virtual Console.
Il sistema offre tre modalità di visualizzazione differenti: "Tubo catodico", per simulare l'aspetto che i giochi avevano sui vecchi televisori, con tanto di linee di scansione; "4:3", che riproduce l'aspetto della console originale; "Risoluzione originale", per avere pixel perfettamente quadrati.
La console ospita un nuovo motore di emulazione sviluppato dalla Nintendo European Research & Development (NERD).
Nonostante la console sia di marca differente tra il Nord America e la regione PAL, in entrambe le regioni sono stati distribuiti hardware e software identici. Tutti i giochi inclusi sono stati inseriti sulla base delle loro localizzazioni nordamericane e vanno a 60 Hz in tutte le regioni. L'interfaccia utente della console supporta fino a otto lingue; questo non cambia la lingua nei giochi.
Un libro di 320 pagine intitolato Playing with Power: Nintendo NES Classics (lett. "Giocando con il potere: Nintendo NES Classics"), edito da Prima Games, è uscito il giorno stesso dell'uscita della console. Il libro è una guida ad alcuni dei giochi inclusi nel sistema.

### Dati tecnici
- Supporto di memorizzazione: Memoria Flash interna da 512 MB NAND Flash TSOP48
- CPU: Allwinner R16[16], Quad core ARM Cortex-A7
- Memoria: 256 MB DDR3 RAM
- Grafica: Mali-400 MP
- Controller: due porte per i controller
- Uscita video HDMI a 720p e 60 Hz[17]

## Giochi inclusi
La console integra 30 giochi tra i più famosi tra quelli pubblicati per il NES. Solo 22 titoli sono gli stessi per tutte le varie aree dove è stata venduta, mentre gli 8 rimanenti sono esclusivi solo per la versione giapponese o per quella occidentale.
| Titolo                          | Anno originale | Editore originale     |
| ------------------------------- | -------------- | --------------------- |
| Balloon Fight                   | 1985           | Nintendo              |
| Castlevania                     | 1986           | Konami                |
| Donkey Kong                     | 1986           | Nintendo              |
| Double Dragon II: The Revenge   | 1990           | Acclaim Entertainment |
| Dr. Mario                       | 1990           | Nintendo              |
| Excitebike                      | 1985           | Nintendo              |
| Galaga                          | 1988           | Bandai                |
| Ghosts 'n Goblins               | 1986           | Capcom                |
| Gradius                         | 1986           | Konami                |
| Ice Climber                     | 1985           | Nintendo              |
| Kirby's Adventure               | 1993           | Nintendo              |
| Mario Bros.                     | 1985           | Nintendo              |
| Mega Man 2                      | 1989           | Capcom                |
| Metroid                         | 1986           | Nintendo              |
| Ninja Gaiden                    | 1989           | Tecmo                 |
| Pac-Man                         | 1993           | Namco                 |
| Super Contra                    | 1990           | Konami                |
| Super Mario Bros.               | 1985           | Nintendo              |
| Super Mario Bros. 2             | 1988           | Nintendo              |
| Super Mario Bros. 3             | 1990           | Nintendo              |
| The Legend of Zelda             | 1986           | Nintendo              |
| Zelda II: The Adventure of Link | 1987           | Nintendo              |

Questa lista, sono invece i giochi esclusivi solo per il Nord America ed Europa:
| Titolo                        | Anno originale | Editore originale |
| ----------------------------- | -------------- | ----------------- |
| Bubble Bobble                 | 1988           | Taito             |
| Castlevania II: Simon's Quest | 1988           | Konami            |
| Donkey Kong Jr.               | 1986           | Nintendo          |
| Final Fantasy                 | 1987           | Nintendo          |
| Kid Icarus                    | 1987           | Nintendo          |
| Punch-Out!!                   | 1990           | Nintendo          |
| StarTropics                   | 1990           | Nintendo          |
| Tecmo Bowl                    | 1989           | Tecmo             |

Questa lista include invece i giochi in esclusiva per il Giappone (Famicon)
| Titolo                                             | Anno originale | Editore originale         |
| -------------------------------------------------- | -------------- | ------------------------- |
| Atlantis no Nazo                                   | 1986           | Sunsoft                   |
| Downtown Nekketsu Kōshinkyoku: Soreyuke Daiundōkai | 1990           | Technos Japan Corporation |
| Final Fantasy III                                  | 1990           | Square                    |
| NES Open Tournament Golf                           | 1991           | Nintendo                  |
| Downtown Nekketsu Monogatari                       | 1989           | Technos Japan Corporation |
| Solomon's Key                                      | 1986           | Tecmo                     |
| Tsuppari Ōzumō                                     | 1987           | Tecmo                     |
| Yie Ar Kung-Fu                                     | 1985           | Konami                    |

## Accoglienza
A parte qualche critica per quanto riguarda il cavo del controller troppo corto (circa 80 cm rispetto agli oltre due metri dell'originale) così come difetti minori di emulazione, in particolare con il suono, il NES Classic Edition è stato ben criticato.
Il motore di emulazione è stato ben accolto dalla critica ed è stato considerato come superiore sia in supporto visivo sia sonoro rispetto all'emulazione della Virtual Console del NES sulla Wii e Wii U.